# Ivan Šarić (szachista)
Ivan Šarić (ur. 17 sierpnia 1990 w Splicie) – chorwacki szachista, arcymistrz od 2008 roku.

## Kariera szachowa
Wielokrotnie reprezentował Chorwację na mistrzostwach świata i Europy juniorów w różnych kategoriach wiekowych, zdobywając dwa złote medale, w latach 2007 (Szybenik, ME do 18 lat) oraz 2008 (Vũng Tàu, MŚ do 18 lat). Jest trzykrotnym indywidualnym mistrzem kraju juniorów (2006, 2007 [dz. I m. wspólnie z Sasą Martinoviciem] – w kategorii do 17 lat oraz 2008 – do 19 lat). W 2009 r. zdobył tytuł wicemistrza Chorwacji (za rok 2008), w dogrywce przegrywając z Mladenem Palacem, natomiast w 2011 r. po raz drugi zdobył tytuł indywidualnego wicemistrza kraju. W 2014 r. zdobył złoty medal indywidualnych mistrzostw Chorwacji.
Normy na tytuł arcymistrza wypełnił w Puli (2007, dz. II m. za Robertem Zelciciem, wspólnie z m.in. Kjetilem Lie, Tomasem Petrikiem i Gawainem Jonesem) oraz Płowdiwie (2008, indywidualne mistrzostwa Europy).
Do innych jego sukcesów w turniejach międzynarodowych należą:
- dz. I m. w Zagrzebiu (2006, wspólnie z Martinem Senffem(inne języki), Alojzije Jankoviciem(inne języki) i Zdenko Kožulem),
- dz. II m. w Puli (2006, za Duško Pavasoviciem, wspólnie z m.in. Dusanem Popoviciem(inne języki), Jirim Stockiem i Ognjenem Cvitanem),
- dz. I m. w Velikiej Goricy (2006, wspólnie z Vladimirem Bukalem juniorem),
- I m. w Rijece (2008),
- I m. w Zadarze (2010),
- dz. I m. w Deizisau (2013), wspólnie z m.in. Arkadijem Naiditschem, Romainem Édouardem i Richardem Rapportem),
- dz. I m. w Błagojewgradzie (2013, wspólnie z m.in. Mladenem Palacem i Władimirem Petkowem),
- dz. I m. w Zadarze (2013, wspólnie z Borki Predojeviciem, Robertem Zelciciem i Andriejem Sumcem(inne języki)),
- I m. w Wijk aan Zee (2014, turniej Tata Steel–B)[5].

Wielokrotnie reprezentował Chorwację w turniejach drużynowych, m.in.:
- trzykrotnie na olimpiadach szachowych (w latach 2010, 2012, 2014)[6],
- trzykrotnie na drużynowych mistrzostwach Europy (w latach 2009, 2011, 2013)[7],
- czterokrotnie na drużynowych mistrzostwach Europy juniorów do 18 lat (w latach 2003, 2006, 2007, 2008); wielokrotny medalista, w tym wspólnie z drużyną – brązowy (2007)[8],
- trzykrotnie na turniejach o Puchar Mitropa (Mitropa Cup) (w latach 2006, 2007, 2008); dwukrotny medalista: wspólnie z drużyną – złoty (2008) i brązowy (2006)[9].

Najwyższy ranking w dotychczasowej karierze (stan na kwiecień 2022) osiągnął 1 marca 2019 r., z wynikiem 2703 punktów zajmował 39. miejsce na światowej liście FIDE, jednocześnie zajmując 1. miejsce wśród chorwackich szachistów.